# Beaumont (Nieuw-Zeeland)
Beaumont is een kleine plaats in de regio Otago in Nieuw-Zeeland. Het ligt aan de Clutha-rivier tussen Roxburgh en Balclutha.
Beaumont is gesticht in 1857.
Beaumont was elf jaar lang het eindstation van een spoorlijn die liep vanaf Milton. Deze spoorlijn bereikte Beaumont in 1914 en zou pas in 1925 verlengd worden. De spoorlijn was operationeel tot 1968 en nog steeds zijn resten te vinden zoals de brug over Beaumont River.